# 真佐内
真佐内（義大利語：Genzone），曾是意大利帕维亚省的一个市镇。总面积3平方公里，人口365人，人口密度121.7人/平方公里（2009年）。国家统计（ISTAT）代码为018070。
2016年1月1日，真佐内和科尔泰奥洛纳两市镇合并为新的科尔泰奥洛纳和真佐内市镇。